# Arboreto de la fundación Barnes
El Arboreto de la fundación Barnes en inglés: Arboretum of the Barnes Foundation es un arboreto y jardín botánico sin ánimo de lucro de unas 5 hectáreas (12 acres) de extensión que se encuentra en Merion, Pensilvania. 
Es miembro del BGCI, y su código de reconocimiento internacional como institución botánica (en el Botanical Gardens Conservation International - BGCI), así como las siglas de su herbario es ABFM.

## Localización
Arboretum of the Barnes Foundation 300 North Latch's Lane Merion, Montgomery county Pennsylvania PA 19066-1729 Estados Unidos.
Planos y vistas satelitales39°59′53.08″N 75°14′30.89″O / 39.9980778, -75.2419139.
Está abierto a diario al público sin cargo.

## Historia
Albert Coombs Barnes (1872-1951), fue un doctor en medicina, que estableció la Fundación Barnes en 1922 como una escuela para promover el desarrollo de la educación y la apreciación de las bellas artes y la horticultura. La Fundación lleva a cabo su misión a través de la enseñanza, la investigación y otros programas relacionados con el arte y Departamentos Arboretum, así como a través del acceso público al Arboretum y la galería que alberga la principal colección de pinturas, esculturas y otras obras de arte. 
La Fundación posee una de las mejores colecciones de impresionistas franceses, post-impresionistas, y los primeros cuadros modernos en el mundo. Un extraordinario número de obras maestras de Renoir (181), Cézanne (69), y Matisse (60) y muchas obras ejemplares de artistas norteamericanos dan a los visitantes una amplia experiencia disponible en cualquier parte del mundo. Buenos ejemplos de arte de África, el arte nativo americano, asiático y clásico, así como obras de hierro forjado a mano, muebles estadounidenses de su primer periodo de historia, cerámica, textiles y vidrio, así como que sea la primera colección multicultural de la nación con aproximadamente 9.000 objetos.
El Arboretum se estableció en una parcela de 13 acres de terreno que eran propiedad del capitán Joseph Wilson Lapsley, un abogado de Filadelfia, quien plantó un número de diferentes árboles ya en la década de 1880. Cuando el Dr. Albert Barnes compró la propiedad en 1922, accedió a preservar los árboles de Wilson, que se convirtió en el núcleo del Arboretum de la Fundación Barnes. El Dr. Barnes hizo de Wilson el primer director del Arboretum y más tarde Laura Leggett Barnes, esposa del Dr. Barnes sucedió al capitán Wilson. Varios de los árboles originales de Wilson siguen en pie alrededor de la galería, incluyendo un inusual Fagus sylvatica 'Asplenifolia', un Hovenia dulcis, y un buen ejemplar de Gleditsia triacanthos.
Nombres de plantas como Ilex aquifolium cv. 'Laura L. Barnes', Syringa vulgaris cv. 'Laura L. Barnes', nos hace reflexionar en profundidad sobre la participación en la crianza y el nombramiento de nuevos cultivares/variedades de plantas decorativas de la señora Barnes. Ella documentó la información relevante de cada muestra en fichas, ya que se adquirieron, que sigue siendo considerado como el auténtico libro de adquisiciones. Mapas detallados de localización también se prepararon para todas las colecciones leñosas, las lilas y peonías por separado, junto con listas de plantas correspondientes. Todos esto y las muestras de especímenes en el herbario sirven como fuente de referencia para los proyectos curatoriales y de investigación.

## Colecciones
El jardín botánico cuenta con una excepcional colección de árboles raros y poco comunes y otras plantas leñosas de todo el mundo con unas 3,000 especies/variedades de plantas leñosas. Alrededor de la Galería de arte de renombre mundial, el jardín botánico refleja y realza la belleza de sus exposiciones de arte.
- Jardines formales, una colección de helechos ornamentales, lilas y variedades de peonías, con otras plantas ornamentales.
- Agrupaciones de árboles maduros, incluyendo especímenes que no están presentes normalmente en la región del Atlántico medio, crean un entorno incomparable para la educación en la horticultura. Son de destacar Abies, arces, Aesculus, Berberis, Cotoneaster, Cornus, manzanos silvestres, Euonymus, Ilex, Lonicera, Magnolia, Picea, Pinus, Quercus, Rhododendron, Stewartia, Taxus, y Viburnum, además de unos especímenes notables de Ginkgo biloba, Cedrus libani, Calocedrus decurrens, Cunninghamia lanceolata, Sequoia sempervirens, y Metasequoia glyptostroboides. Otras plantas de interés incluyen Araucaria araucana, Aucuba japonica, Davidia involucrata, Equisetum sp., Lagerstroemia indica, Magnolia grandiflora, Nandina domestica, y Poncirus trifoliata
- Rosaleda formal
- Invernadero reconstruido en el 2002 que alberga unas 250 variedades de plantas.
- La "Barnes Foundation School Arboretum" la Escuela Arboretum que Laura Barnes organizó en 1940 fue la primera de su tipo en la región, concebido para hacer frente a la falta de oportunidades en esta parte del país para los estudiantes que seriamente querían estudiar horticultura bajo la orientación profesional. Su misión es guiar a los estudiantes a apreciar mejor la estética de plantas y jardines, mientras que proporciona una sólida base científica y práctica en la botánica, horticultura y paisajismo. A través de los años, la Sra. Barnes siguió demostrando la preocupación por el medio ambiente y extendió su hospitalidad a todos los interesados en la jardinería. Esta institución ha servido como campo de entrenamiento para los horticultores en el Valle de Delaware durante más de sesenta años.
- Herbario que contiene 10,000 especímenes, y biblioteca con unos 2,500 volúmenes.